# 양곤 버스 서비스
양곤 버스 서비스(영어: Yangon Bus Service)는 미얀마 양곤에 본사를 둔 버스 운송 업체이다.

## 역사
- 2017년 1월 16일: 회사 설립

## 운행 노선
현재 135개의 노선을 보유하고 있다.